# キングダム ハーツ キー
『キングダム ハーツ キー』（KINGDOM HEARTS χ）は、スクウェア・エニックスが制作・運営を行ったブラウザゲーム。
この項目では、スマートフォン用アプリゲーム『キングダム ハーツ アンチェインド キー』（KINGDOM HEARTS Unchained χ）、およびそのアップデート版『キングダム ハーツ ユニオン クロス』（KINGDOM HEARTS Union χ）、同時収録の『キングダム ハーツ ダーク ロード』（KINGDOM HEARTS Dark Road）についても取り扱う。また、項目内では略号としてブラウザゲーム版に『χ』、アプリゲーム版に『Uχ』、『ダーク ロード』には『DR』を用いる。

## 概要
キングダム ハーツ シリーズの一作で、東京ゲームショウ2012において『キングダム ハーツ HD 1.5 リミックス』と同時に発表された（発表時の仮題は『キングダム ハーツ for PCブラウザ』）。2013年2月20日に正式タイトルが『キングダム ハーツ キー』に決定したと公開された。2013年3月22日～3月25日にクローズドβテスト、同年7月8日～7月18日にオープンβテストが行われた。
当初はYahoo!ゲームのみの展開だったが、2013年12月5日よりハンゲーム、2015年3月5日よりゲソてん、同年7月17日よりmixiでのサービスが開始された。いずれもゲーム内容に差異はない。
舞台はKHシリーズで伝説として語られる「キーブレード戦争」が勃発した時代で、時間軸はかなり離れているものの『キングダム ハーツIII』と関係のあるシナリオとなっている。主人公であるプレイヤーはキーブレード使いの一員となってディズニーの世界を冒険しながら、ストーリーを進めたり、デッキを強化していくことを目的とする。
『キングダム ハーツ アンチェインド キー』は、iOS/Androidのスマートフォン用アプリゲームとして、2015年9月3日より配信された。
2016年4月7日に、ブラウザゲーム版『キングダム ハーツ キー』のサービスを同年9月上旬にて終了することが告知され、同年9月1日の14時をもってサービス終了となった。サービス終了の間際では『Uχ』への移行を促すキャンペーンとして、アカウントを紐づけすることで『χ』のアバター全ての『Uχ』への引き継ぎ、『χ』のカードを売却することで『Uχ』で使える有用な「スペシャルコイン」の入手等が行われた。
2017年3月23日、『キングダム ハーツ アンチェインド キー』はメジャーアップデートにより、タイトルを『キングダム ハーツ ユニオン クロス』（KINGDOM HEARTS Union χ）へと改題した。
2020年6月22日、『キングダム ハーツ ユニオン クロス』はアップデートにより新ゲームモード『キングダム ハーツ ダーク ロード』（KINGDOM HEARTS Dark Road）を追加した『キングダム ハーツ ユニオン クロス ダーク ロード』（KINGDOM HEARTS Union χ Dark Road）へリニューアルされた。
2021年6月17日、全運営サービスを終了。その後、『Uχ』は一部機能を残したオフライン版に移行した。
2022年8月26日、アップデートによって『ダーク ロード』もオフライン版でプレイ可能になった。
なお、PS4用ゲーム『キングダム ハーツ HD 2.8 ファイナル チャプター プロローグ』には、映像作品として『キングダム ハーツ キー バックカバー』が収録された。これは『χ』の裏側にあたる作品で、キーブレード戦争開戦以前までの本作のシナリオを予知者の視点から描いている。詳細については当該項目を参照。

## キングダム ハーツ キー
『キングダム ハーツ キー』（KINGDOM HEARTS χ[chi]）は、Yahoo!ゲーム、ハンゲーム、ゲソてん、mixi内で展開されていたブラウザゲーム。2013年7月18日に正式サービスを開始した。シリーズでは初となる、基本プレイ無料のアイテム課金制ソーシャルゲームであった。2016年9月1日をもってサービスを終了した。

### ゲームシステム(χ)
ゲームの目的
プレイヤーは最初に「ウニコルニス」「ウルスス」「ウルペウス」「アングイス」「レオパルドス」の5つのユニオンのうち、自分の所属するユニオンを決めた後、キーブレードを持つ戦士となり、ディズニーのワールドを冒険しながら闇の魔物ハートレスを倒し、LUX（ルクス）を集めていったり、自らのデッキを強化していくのがゲームの目的となる。プレイヤーの獲得LUXは一週間ごとに集計され、定められたポイントの超過や集計されたランキングの順位によってアイテムを獲得できる。
パーティとチーム
プレイヤーは一週間毎に同じユニオンのプレイヤー30人で構成されるチームに配属され、他ユニオンのチームと一日の総LUX獲得値の勝負を行い、勝つと良い報酬を入手できる。後述するレイドボスとの戦いもこのチーム単位で挑むこととなる。チームは毎週月曜に解散し新たなチームが結成されるが、パーティに加入するとそのパーティのプレイヤーとは同じチームに編入される。パーティが30人に満たない場合は、パーティに所属していないプレイヤーや少人数のパーティが加えられ30人のチームとなる。
カードデッキとバトル
カードは大きな分類としてまずアタックカードとアシストカードに分かれ、それぞれレアリティの低い順にN、N+、R、R+、SR、SR+の6種類がある。カードにはKHシリーズオリジナルキャラ、ディズニー作品のキャラ、FFシリーズのキャラの絵柄が描かれており、基本的にKHシリーズで戦闘を行うキャラはアタックカードに、戦闘を行わないキャラはアシストカードの絵柄になっている（ただし例外も多い）。また、アタックカードは光側の勢力のキャラは金色のアップライトカード、闇側の勢力のキャラは紫色のリバースカードとなり、性能の差はないが後述するレイドボスへのボーナスダメージに関わってくる。
プレイヤーは9枚のアタックカードと5枚のアシストカード、キーブレードからなるデッキを組み、これによりハートレスとの戦闘を行う。アタックカードには攻撃力と防御力、アシストカードにはHP上昇値とLUX獲得値が設定されており、これらとプレイヤーのレベルにより上昇するHPを合算してプレイヤーのステータスが決定する。
バトルはデッキのアタックカード9枚からランダムに出された3枚のカードによるプレイヤーの攻撃、ハートレスの反撃を1ターンとし、これを繰り返し行うことで進み、先に敵のHPをゼロにすれば勝利となる。プレイヤーが敗北してもコンティニューすることにより敵のHPが減ったままバトルを再開することができるが、コンティニューには再度APの消費が必要となる。またコンティニューせずにバトルをやめてもゲームオーバーにはならないが、経験値やLUXは獲得できず、消費したAPも戻らない。なおプレイヤーのHPはバトル毎に全回復する。
アタックカードにはパワー・マジック・スピードの3つのタイプがある。それぞれのキーブレードには「○枚目に出た○○タイプのカードの攻撃力に○倍の補正がかかる」という設定がされているため、キーブレードに合ったデッキ作りが重要となる。キーブレードは素材アイテムを使用することで強化していくことができる。
アタックカード、アシストカード共にバトルを有利に進めるスキルを付与することができ、レアリティが高いカードほどスキル欄が多くなる。アタックカードには攻撃力・防御力や攻撃回数を増やすスキル、アシストカードにはHPを増やしたりHPがゼロになる攻撃を耐えるスキル等がある。
フィールドでの行動
各ワールドのフィールドでは行きたい方向にマウスをクリックすることでプレイヤーが移動し、ハートレスとの戦闘、素材アイテムや宝箱の取得なども、マップ上のそれらをクリックすることで実行する。なお、戦闘とアイテムの取得はAPを消費することで実行することができ、APがない場合は行動に移すことができなくなる。APは時間経過もしくは回復アイテムによって回復する。
レイドボス
通常のワールドとは別に、レイドボスと呼ばれる巨大ハートレスが一定間隔で出現する。レイドボスの討伐はチーム単位となっており、自らのチームと他ユニオンのチームとでレイドボスと戦うことになる。レイドボスは大量のLUXを獲得でき、また倒しても一定時間で新たなレイドボスが出現するが、レイドボスに攻撃するにはBPの消費が必要となる（初回攻撃のみBPを消費せず攻撃が可能）。BPもAPと同様、時間経過もしくは回復アイテムで回復する。
先述のAPとBPはミッション報酬やレイドボス討伐報酬、課金により入手できるアイテムで回復できるほか、ハートレスを倒すことで経験値を溜めてレベルアップすることによっても全回復することができる。

## キングダム ハーツ アンチェインド キー
『キングダム ハーツ アンチェインド キー』（KINGDOM HEARTS Unchained χ）は、iOS/Androidのスマートフォン用アプリゲーム。2015年9月3日より配信された。日本のみのサービスとなった『χ』とは異なり、世界的な展開が視野に入れられており、2016年4月7日には北米で、2016年6月16日には欧州で配信が開始した。
『χ』とグラフィックや途中までのストーリーはほぼ同一だが、システムや操作がスマートフォン向けに一新された。「アンチェインド」は「解放」という意味合いで、キー（鍵）を解放するというシナリオ的な意味や、『χ』を外へ持ち出すという物理的な意味も含まれている。元は『χ』と『Uχ』は同時に立ち上がった企画だったが、『χ』の開発の方が優先され『Uχ』の企画はストップしていた。当初は『χ』のバトル部分を短時間でプレイできるようなものが想定されていたが、企画が止まっている間に『χ』がそのままスマートフォンでプレイできるほどスマートフォンのスペックが上がっていったため、『χ』の遊び全体をスマートフォン向けに再構築することで開発された。『χ』とは並行して配信されていく予定であったため、並行配信中は2作品の連動要素として『χ』のアバターをそのまま『Uχ』で使うことができる「アバターリンク」という機能があった。
ストーリーは当初は『χ』と同じ展開で進むが、『χ』終盤にあたる頃から違う展開となり、以降は本作独自のストーリーとなっている。これは『Uχ』が単なるリメイク移植ではなく『χ』から続く物語であり、「終盤を除く『χ』の追体験」を経て『Uχ』の本筋に繋がるという設定だからである。このような構造となっている理由は『Uχ』のストーリーのなかで明かされている。『Uχ』で描かれない『χ』終盤の展開に関しては断片的にしか語られなかったが、2019年9月3日から4周年記念イベントとして実装された「キーブレード戦争編」のイベントクエストにて改めて描かれた。
2017年3月23日、大型アップデートによりタイトルを『キングダム ハーツ ユニオン クロス』（KINGDOM HEARTS Union χ）へと改題した。

### χとの相違点
大きな点のみを列挙する。
- 『χ』はワールドを選択し、そこで探索やバトルをすることでストーリーが進行していくが、『Uχ』はこれがクエスト制に変更された。クエストには必ずターゲットエネミーが設定されており、それを討伐することでクエストがクリアとなり、次のクエストへ進んでいく。APはクエスト開始時のみ消費し、『χ』とは異なり素材アイテムや宝箱を取得する際にAPは消費しない。HPはクエスト毎でしか全回復しないため、クエスト中のHPの管理も必要となる。また、『χ』では期間限定だった1周年記念イベントのデイブレイクタウンのストーリー、闇の回廊イベントのストーリーがメインクエストに組み込まれ、2周年記念イベントのストーリーもイベントクエストとして実装されている。また、2017年1月を目途にマルチプレイに対応することが発表されている。
- プレイヤーが持つのはカードではなくメダルに変わった。装備するキーブレードに最大5枚のメダルをはめ込む形式になり、『χ』でいうアシストカードは廃止された。他のプレイヤーが使うメダルを1枚借りることができ、それを加えたものがプレイヤーの使うデッキとなる。フィールド上のハートレスに接近すると自動的にバトルが始まる。『χ』は必ず1対1の戦いだったが、エネミーが複数で出現することもあるので、単体攻撃と全体攻撃の使い分けの概念が生まれている。エネミーに対しタップ操作で単体攻撃、フリック操作で全体攻撃を繰り出し、画面左下のメダルをフリックするとABILITYゲージを消費してそのメダル固有の強力なアビリティを放つことができる。アビリティは単体攻撃、全体攻撃の他にも「○連続アタック」といった多段ヒットや、特定のステータスを上昇・下降させる効果、HP回復など、メダル毎の個性が強く出るようになっている。 メダルの属性は『χ』と同じくパワー・マジック・スピードの三種類だが、この三属性が各エネミーにも設定されており、パワー→スピード→マジック→パワー…という三すくみの属性の相性があるので、エネミーやクエストに応じたデッキの構成が重要となる。自分の攻撃が終わると相手の攻撃が始まるターン制なのは『χ』と変わらないが、相手の攻撃が来る前に敵を倒すと「1ターンフィニッシュ」としてLUXやHPプライズ、アビリティプライズのボーナスをより多く得られる。
- 毒、麻痺、眠りといった状態異常の要素が追加された。敵の攻撃によって自分が状態異常になるだけでなく、自分もメダルのスキルによって敵を状態異常にすることができる。
- メダルの育成・成長のシステムが一新されている。メダルのレアリティは低い順に☆1～☆6までの6種類となり、☆1のメダルでも進化メダルを使って進化させていけば最終的には☆6まで育てることが可能。
- パーティは健在で、同じパーティに所属するプレイヤーのメダルを借りることができる。チーム制は廃止され、他ユニオンとの勝負要素はユニオン毎の総LUX獲得値のランキングのみとなった。また、ゲーム上の通貨であるジュエルを消費することで所属するユニオンを変えることが可能になった。
- レイドボスは条件を満たすと出現する形式に変わり、プレイヤー単位に現れるようになった。最初は自分一人で戦うことになるが、敗北すると救援要請が出て他プレイヤーも討伐に参加できるようになる。
- ストーリーを進めると、通常のクエストとは別に「コロシアム」が出現。他プレイヤーのメダルを借りることはできず、自分のデッキだけでエネミーと戦い、勝ち進んでいくモードで、クリア時やランキングの順位により報酬を得ることができる。

## キングダム ハーツ ユニオン クロス
『キングダム ハーツ ユニオン クロス』（KINGDOM HEARTS Union χ）は、『キングダム ハーツ アンチェインド キー』のリニューアル版となるゲームアプリ。2017年3月23日のメジャーアップデートによりタイトルを改題した。
2020年6月22日のアップデートにより『キングダム ハーツ ユニオン クロス ダーク ロード』へと再リニューアル。
2021年6月17日をもってオンラインによる運営サービスを終了し、全てのストーリーをシアターモードで閲覧可能なオフライン版へと移行した。

### 相違点
大きな点のみを列挙する。
- 2017年3月23日、メジャーアップデートによりマルチプレイのクエストである「ユニオンクロス」が実装された。
- 「PvPモード」と呼ばれるプレイヤー同士が戦うモードがコロシアムに実装された。
- 2018年9月6日に「エクストレス」モードが実装された。『キングダム ハーツⅢ』のミニゲームを先行プレイし、一定スコアをクリアすると『キングダム ハーツⅢ』で使えるキーブレード「スターライト」が手に入れることができる。
- 登場ワールドに「キャッスル・オブ・ドリーム」「エンチャンテッド・ドミニオン」「ゲーム・セントラル・ステーション」「ナイスランド」「サイ・バグセクター」「キャンディ・キングダム」が追加された。

### オフライン版
- 2021年6月17日、オンラインの運営サービス終了に伴い、アップデートで移行した。
- クエストやコロシアムと言ったオンライン依存のシステムは全て使用不可となった。「戦績」で当時のデータを参照することはできる。
- 「シアター」でオープニングからエンディングまでの全ストーリーを閲覧できる（『χ』終盤の展開を描く「キーブレード戦争編」などのイベントクエストも含む）。
- コスチュームとキーブレードが全て解禁され、アバターを自由にカスタマイズできる。シアターにも反映される。
- ミニゲーム「クラシックキングダム」は引き続きプレイ可能。

## ストーリー

### キングダム ハーツ キー
遥かおとぎ話の時代。世界はまだ隔たりがなく一つであり、大いなる光キングダムハーツとそれを守る鍵χブレードによって世界は光に満ちていた。しかし世界に少しずつ闇がはびこり始め、事態を憂えた5人の予知者はそれぞれユニオンを結成、キーブレード使いを集結させて世界を闇から護り光を集め始める。
ユニオンのキーブレード使いの一員となったプレイヤーは、お供であるチリシィと様々なワールドを巡りながら「ルクス」（光）を集めていく。いくつものワールドの冒険を経て、キーブレード使いとして様になってきたプレイヤーにチリシィはストレングスバングルというアイテムを渡し、ルクスだけではなく「ギルト」という罪も回収することになった。しかしこのチリシィはプレイヤーのチリシィではなく、同じように他のキーブレード使いにもバングルは配られていた。
それからもルクス集めを続けるプレイヤーの前にエフェメラというキーブレード使いの少年が現れる。彼はキーブレード使い達が赴くワールドとは実は立体映像のように実体化させられたもので本物ではないと気付き、世界の真実を知るべく行動していた。彼と友達になったプレイヤーは共に世界の真実を求めて予知者たちの集う塔への潜入を試みるが、その日は一旦解散となった。しかしそれ以降、エフェメラは現れなかった。それからしばらくの後、今度はエフェメラの友人であるキーブレード使いの少女スクルドが現れる。プレイヤーもスクルドも、エフェメラが現れる夢を見ていたがその意味が判らず、答えを求めて塔を調べることにする。しかしその直後、予知者であるアセッドとインヴィが戦っている姿を目撃し、混乱したまま塔に向かった二人の前に闇に染まった黒いチリシィと、同じく闇に染まったキーブレード使いの成れの果てである黒装束が立ち塞がる。
黒装束を退けて塔に入ったプレイヤーの前に、所属ユニオンのマスターである予知者が現れてエフェメラを消したことを告げる。プレイヤーは友の仇を討つべく無謀と知りながら予知者に挑むが、実はそれらは予知者アヴァが作った幻影であり、プレイヤーが闇に呑まれず戦えるか試したのだった。アヴァは世界の終わりが迫っていること、そしてキーブレード使いを後世に残すという使命を果たすべく、目を掛けた「闇に飲まれないキーブレード使い」を集め、世界の終わりに立ち会わない「ダンデライオン」という集団を組織していると語る。誰よりも早く世界の真実に気付いたエフェメラは、アヴァが「世界の終わり」で居なくなった後にダンデライオンを導く存在として選ばれていたのだ。アヴァはプレイヤーとスクルドをダンデライオンに誘い、スクルドはエフェメラに会って礼を言うべく承諾するが、プレイヤーは選ばれなかった大多数のキーブレード使い達を案じて答えを保留とする。
それからしばらくすると、予知者同士の諍いがキーブレード使いに波及し、ユニオン同士の衝突が相次いでいた。世界の終わりが現実味を帯びてきたプレイヤーとスクルドはなんとか争いを収めようと説得して回るが街の雰囲気は悪化する一方だった。二人は予知者グウラを訪ね、諍いの始まりである師マスター・オブ・マスターの失踪やロストページについて聞かされるが、確かなのはもう手遅れだという事だけだった。スクルドはダンデライオンに向かうことを決め、プレイヤーを誘うが断られる。スクルドと別れたプレイヤーの前に再び黒いチリシィが現れ、ストレングスバングルで集めて力にしていたギルトとは闇であること、そして自身がプレイヤーの闇から生まれたナイトメアであると明かす。ナイトメアチリシィはプレイヤーとの繋がりを断って自由になるべく、黒装束を吸収して異形と化し、襲い掛かってくる。プレイヤーはこれを倒すが、開戦はもはや秒読み段階であった。
とうとうキーブレード戦争が始まり、同志であるはずのキーブレード使い達は殺し合い、次々と散っていく。しかしプレイヤーは意を決して戦争を止めるべく走り、予知者たちにも戦いを挑む。強大な力を持つ予知者すらも驚くほどの強さを振るうプレイヤーだったが遂には力尽き、無数のキーブレードを残して誰も居なくなった荒野に倒れ込んだ。そこにスクルドと、そしてエフェメラが現れる。涙を浮かべるプレイヤーに、エフェメラは「一緒に行こう」と告げて手を差し伸べるのだった。

### キングダム ハーツ アンチェインド キー/ユニオン クロス
予知者同士の不和からキーブレード戦争の機運が高まっていたはずだが、戦争は結局起きず世界は存続したままだった。プレイヤーは新たな仲間とも出会い、変わらず様々な世界を巡ってルクス集めに勤しんでいたが真実は違った。キーブレード戦争後は世界は闇に飲まれてバラバラになり、彼らはデータ上に再現された世界を冒険していたのだった。予知者と大多数のキーブレード使いがいなくなり、残されたダンデライオンはエフェメラとスクルド、そしてヴェントゥス、ブレイン、ラーリアムという5人のユニオンリーダーによって取りまとめられていた。彼らは掟に従ってダンデライオンのメンバーに夢によるこれまでの追体験を経て「戦争が起きず存続する世界」を過ごさせ、「ユニオンクロス」という新たに仲間と冒険する制度を取り入れるなどで、「悲劇の記憶」の上書きを行っていたのだ。
ラーリアムはダンデライオンに参加しているはずの妹・ストレリチアが戦争後に行方不明になっていることから一人で捜索を続けていた。やがてエルレナというダンデライオンの少女から得た情報により、ストレリチアが気にしていたというプレイヤーに行き着く。プレイヤーはストレリチアの事を知らなかったものの、その縁で久しぶりにエフェメラは親友と過ごして羽を伸ばす。しかし直後、デイブレイクタウンが再現とも違う謎の世界と繋がり、サイ・バグや黒装束が街に現れる。プレイヤーとエフェメラはその世界に調査に赴くが、一方で過去を改変するべく未来からやってきたマレフィセントは「始祖の闇」と出会い、自身がデータ世界に閉じ込められていると告げられ、その「闇」に導かれるまま脱出を試みていた。
異常が徐々にデイブレイクタウンを蝕む中、それらの情報によってブレインは今いるデイブレイクタウン自体がデータであり、自分達もまたデータ世界に閉じ込められているという答えを出す。そしてブレインが明かした秘密により、本来ストレリチアがユニオンリーダーに選ばれていた事と、ヴェントゥスは選ばれていなかった事が判明する。ヴェントゥスはアヴァから直接指名されたと主張するもその時の記憶は曖昧だった。同じ頃、ラーリアムは塔にあった「箱舟」で現実へ帰還しようとしたマレフィセントと交戦し、敗れる。そしてヴェントゥスはストレリチアを消したのが自分だと思い出し、傷付いたラーリアムに殺意を向けられ、ユニオンリーダー間に負の感情が広がる。それに呼応するにようにヴェントゥスの中から「闇」が現れ、ヴェントゥスを操ってストレリチアを消したこと、目的が「闇の感染」だと明かした。プレイヤーも加勢し、ユニオンリーダーは「闇」に立ち向かうが実体の無い「闇」を倒すには至らない。しかしヴェントゥスが自ら再び融合したことで「闇」は彼の中に封じられ、ヴェントゥスもまた覚めない眠りに就いた。
ユニオンリーダーとプレイヤーはデータ世界からの脱出を考えるがマレフィセントが使った箱舟は残り5台しか無く、ユニオンリーダー5人にプレイヤー、ストレリチアの情報提供に来たエルレナを加えて7人が使うには足りない。エフェメラとブレインは二手に分かれることにし、現実側のリーダーとしてブレイン、妹の復活の糸口が見えたラーリアム、眠ったままのヴェントゥス、ラーリアムに同行を願われたエルレナは箱舟を使い、データ側にはエフェメラと、友と居る道を選んだスクルドとプレイヤーが残った。しかしデータ側の3人の前に「闇」が4体も現れ、絶体絶命の窮地に立たされる。その時、突如としてプレイヤーが「闇」の器となって豹変し、エフェメラとスクルドに襲い掛かる。死闘の末にエフェメラとスクルドは敗れるが、エフェメラは咄嗟にプレイヤーを「闇」ごとゲートの向こうに飛ばした。現実世界ではラーリアム、ヴェントゥス、エルレナが現実側の箱舟で外の世界に飛び、残ったブレインがデータ内の仲間を救出するべく手を尽くそうとする。しかしそこにマスター・オブ・マスターの6人目の弟子・ルシュが現れ、データ世界は現実世界と法則が違う事、箱舟の行き先が未来である事など様々な事実を告げ、ブレインは読みの甘さを悔やむもルシュは彼を称賛する。
実はプレイヤーの豹変は全て「闇」を道連れにするための演技であり、内側からゲートを閉じてポータルケーブルに自分ごと「闇」を閉じ込めていた。しかしプレイヤーもまた力尽き、ダンデライオンのキーブレード使い達が眠る中で自身も銀髪の少年の夢を見ながら「まだ旅は続きそうだ」と呟いて眠りに就いた。友を倒してしまった後悔に苛まれつつ、エフェメラはブレインが送り返してきた箱舟に乗ってスクルドと共に現実に帰還する。崩壊していくデイブレイクタウンにブレインの姿は無く、2人は残る2台の箱舟に乗って未来へと旅立った。ラーリアム、エルレナ、ヴェントゥスも未来のそれぞれの場所に行き着く。そしてブレインはスカラ・アド・カエルムという見知らぬ街で目を覚まし、シグルドと名乗る人物に案内される。その途中、彼はこの街の創設者・初代キーブレードマスターの像を見る。その人物とは、自慢の親友・エフェメラだった。

## 登場人物

### 『χ』から登場
プレイヤー（Player）
主人公。ユニオンに所属するキーブレード使いの一人である少年、もしくは少女。所属ユニオン、名前、性別、容姿はプレイヤー毎に異なる。ユニオンの一員として様々な世界を巡ってルクスを集めていたが、ひょんな事からエフェメラと出会い、迫り来る世界の終わりに関わることとなる。
当初はゲームを遊ぶプレイヤーの分身的存在で台詞が無く「無口」とも言われるが、ストーリーが進むにつれて一人のキャラクターとして自発的に発言したり能動的な行動を取るようになっていく。
チリシィ（Chirithy）
マスターが作り出した使い魔で、ドリームイーターのスピリット。主人公のお供兼お目付け役として同行する。キーブレード使いの数だけ存在し、性格も付いている人物の影響を受けるため様々。個別の名前は無いため互いに「チリシィ」と呼び合っているが、彼らの間では区別は付いている模様。キーブレード使いと紐付けられているため、パートナーが命を落とすと間も無く自身も消滅する定めにある。
エフェメラ（Ephemer）
キーブレード使いの一人である銀髪の少年。社交的な性格で、予知者のアヴァにも気軽に話し掛ける。現在の世界の構造に疑問を抱き、その謎を解き明かすべく行動している。その最中に主人公と出会い、友情を育む。アヴァによってダンデライオンに誘われ、ユニオンリーダーとなる。
スクルド（Skuld）
キーブレード使いの一人である黒髪の少女。真面目な性格。エフェメラとパーティを組んでいた経験があり、夢に現れた彼に導かれて主人公の前に現れた。後にダンデライオンのユニオンリーダーに選ばれる。
マスター・オブ・マスター（The Master）
予知者達の師であり、XIII機関のメンバーのような黒いフード付きコートの姿をしている。未来を見通す目によって予知書を書き記し、その写しを5人の弟子に与えた後に姿を消す。
『Uχ』にて、一連の行動は全て「始祖の闇」を倒す計画であり、ルシュには前もって全て話していたことが判明する。その為に予知者もキーブレード使いもダンデライオンも利用して犠牲にした形となるが、これは「人と人ならざるものの戦い」として感傷は不要だと言い放ち、一方で「助ける手段は用意してある」とも語る。
イラ（Ira）
ユニコーンのマスクを付けた予知者。ウニコルニス・ユニオンを率いる。生真面目で堅実な性格。
インヴィ（Invi）
蛇のマスクを付けた予知者。アングイス・ユニオンを率いる。高潔な性格でマスター・オブ・マスターやイラに対して絶対な信頼を寄せている。
アセッド（Aced）
熊のマスクを付けた予知者。ウルスス・ユニオンを率いる。勇猛で力に拘るが、それ故に暴走しやすい。
グウラ（Gula）
豹のマスクを付けた予知者。レオパルドス・ユニオンを率いる。言動は軽薄だが勘が鋭く、冷徹。
アヴァ（Ava）
狐のマスクを付けた予知者。ウルペウス・ユニオンを率いる。争いを好まない心優しい性格で、キーブレード使い達とも歳が近い。マスターより与えられた「キーブレード使いを後世に残す」という使命により、「ダンデライオン」を組織している。

### 『Uχ』で登場
ヴェントゥス（Ventus）
ユニオンリーダーとして選ばれたキーブレード使いの少年。しかし当人は自分が何故選ばれたのか疑問に思っている。実はアヴァによって選ばれたユニオンリーダーではなく、無自覚のまま闇の器として操られていた。
ブレイン（Brain）
ユニオンリーダーの一人で、大きな羽根のついた帽子を目深に被った少年。口調こそ軽薄でユニオンリーダーの役割にも無責任な態度が目立つが、名前通りの明晰な頭脳を活かして「滅びの運命のプログラムを書き換えるウイルス」になるべく行動している。実はアヴァにより予知書を託されているが、本来予知書を授かる予定だったリーダーではない。
ラーリアム（Lauriam）
ユニオンリーダーの一人で、後のXIII機関のマールーシャ。ユニオンリーダーの会合にも欠席しがちだが、それはストレリチアの行方を探していたからだった。
ストレリチア（Strelitzia）
ラーリアムの妹。ダンデライオンの誘いを受けていたはずだが、キーブレード戦争以降に行方が判らなくなっている。実はアヴァによってユニオンリーダーに選ばれた一人。ダンデライオンへの参加は躊躇していたが、キーブレード戦争開戦が近いことを知り、以前から気になっていたプレイヤーをダンデライオンに誘うべく探し回っている最中に何者かに倒され、消滅している。
エルレナ（Elrena）
ダンデライオンの一員であるキーブレード使いで、後のXIII機関のラクシーヌ。しかしこの頃の性格はやや気弱で礼儀正しい。ストレリチアとパーティを組んだ経験があった事からラーリアムに接触される。ユニオンリーダーとは直接の関わりは無かったが、自身もストレリチアの行方を探るうちにそれらしき人物を目撃し、ラーリアムに伝えるべく塔を訪れたことを機にそのまま彼らと行動を共にする。
マレフィセント（Maleficent）
エンチャンテッド・ドミニオンの世界で戦う悪しき魔女。しかし実は他の住人のように予知書で再現された存在ではなく、『KH』の時代から時間移動してきた本人である。闇の探求者アンセムの裏切りで肉体を失った際、過去にマスター・ゼアノートに教わった時間移動を思い出し、過去を変えるべくこの時代にやってきた。しかしそれを予知していたマスター・オブ・マスターが予めエンチャンテッド・ドミニオンを筋書きを変えられないデータ世界にのみ構成しており、知らぬ間にデータの檻に閉じ込められていた。筋書き通り敗れた後は「闇」に導かれて箱舟で現実に帰還し、遭遇したラーリアムを退けて未来に帰った。その後は『KH2』で描かれた通り黒衣と妖精の記憶を媒介に肉体を再構成して復活を遂げる。
ルシュ（Luxu）
マスター・オブ・マスターの6人目の弟子だが、予知書の写しは与えられておらず予知者ではない。マスター・オブ・マスターの目となるキーブレードと黒い箱を授かって旅立った。その使命は予知書を記すべくマスター・オブ・マスターの目で未来を見ることとされていたが、真に重要なのは箱舟で未来に渡る者たちが肉体を再構成するための「記憶」と「媒介」となる事だった。ダンデライオンへの直接的な手助けは禁止されていたが「闇」の襲来に際してデータ世界に現れ、「真のダンデライオン」と称した白装束を箱舟で未来に送り出し、「闇」の1体とも戦っている。
闇（Darkness）
「闇」を自称する謎の存在。「始祖の闇」とも呼ばれる。マスター・オブ・マスターとは宿敵であると同時に古い友人であるという。光に勝つ為に人の姿を捨てて闇の集合自我と化したが、姿を持たないままでは自我を失ってただの闇となってしまうため、他者の心に宿り意思や姿を奪う事で存在を維持している。多くの世界の人々の心に「感染」することで増殖を目論む。全部で13体存在するが、うち7体は既にマスター・オブ・マスター、5人の予知者、ルシュの中に封じられており、残る6体がデータ世界で暗躍する。
シグルド（Sigurd）
エンディングに登場する人物。未来のスカラ・アド・カエルムに飛ばされたブレインを迎える。

## 登場ワールド
いずれも本作の舞台となる古の時代より遥か未来の出来事を体験するが、これは『χ』におけるデイブレイクタウンを除くワールドは予知書によって未来の情報を元に構築された仮想世界だからである。一方、『Uχ』では予知書が使用できないため、予めデータの世界に再構成されていたワールドが主な舞台となっている。後者は筋書きが決まっており、改変が出来ないように鍵が掛けられている。

### 『χ』から登場
デイブレイクタウン（Daybreak Town）
プレイヤー達が拠点とする、巨大な時計塔が特徴的な夜明けの街。キーブレード使いや予知者達が暮らす。
チュートリアルやマイページで登場し、他のワールドのストーリーを進めていくとプレイアブルなワールドとして登場する（2014年1月23日のアップデートにより追加）。
キーブレード戦争後は、キーブレード使い達は現実とデータの二つのデイブレイクタウンを行き来しながらデータ世界に赴いていると思われていたが、実は現実になど戻っておらず終始データ世界に居ることが判明する。
ドワーフ・ウッドランド（Dwarf Woodlands、作品：白雪姫）
森や鉱山、断崖などが広がる世界。こびと達と出会ったプレイヤーは、白雪姫の命を狙う女王の陰謀に巻き込まれていく。
ワンダーランド（Wonderland、作品：ふしぎの国のアリス）
不思議なことばかり起こる世界。プレイヤーはそこで出会ったアリスという少女のおてんばに振り回される。
アグラバー（Agrabah、作品：アラジン）
広大な砂漠にある王国。アラジンという青年が倒れているのを見つけたプレイヤー。彼は相棒である猿のアブーを連れ去ったハートレスを探していた。
オリンポスコロシアム（Olympus Coliseum、作品：ヘラクレス）
2014年1月23日のアップデートにより追加。
天界にある神々のコロシアム。トレーナーのフィルに気に入られたプレイヤーは、闘技大会に参加することとなる。
ビーストキャッスル（Beast's Castle、作品：美女と野獣）
2015年11月5日のアップデートにより追加。
森の奥深くにある不気味な古城。城の主であるビーストや彼の家来と協力しながら城中のハートレス退治をすることに。

### 『Uχ』で登場
キャッスル・オブ・ドリーム（Castle of Dreams、作品：シンデレラ）
2016年10月13日のアップデートにより追加。
国中の美しい娘を集めて舞踏会が行われようとしており、シンデレラとねずみのジャックに出会ったプレイヤーはシンデレラを舞踏会に出してあげようとする。
エンチャンテッド・ドミニオン（Enchanted Dominion、作品：眠れる森の美女）
2017年5月11日のアップデートにより追加。
森の中で暮らしていたオーロラ姫は魔女マレフィセントの策略で醒めない眠りに就く。プレイヤーは彼女を目覚めさせられるフィリップ王子と共に、マレフィセントに立ち向かう。
実は未来（『KH』終盤）のマレフィセントが時を越えて介入しており、それを予期したマスター・オブ・マスターによって現実世界には構成されず、筋書きの決まったデータ世界でのみ再現されていた。
ゲーム・セントラル・ステーション（Game Central Station、作品：シュガー・ラッシュ）
データ世界に再現されていた訳ではないにもかかわらず、デイブレイクタウンと繋がった謎の世界であり、幾つものゲーム世界に繋がる基点となるワールド。
調査に赴いたプレイヤーは、アーケードゲームの悪役レック・イット・ラルフの起こす騒動に巻き込まれつつ、発生するフラップバグやハートレスを退治することになる。
このワールドからナイスランド、サイ・バグセクター、キャンディ・キングダムの三つのワールドを行き来するが、総じて『シュガー・ラッシュ』の世界であり、四つのワールドを総合して『シュガー・ラッシュ』のストーリーを体験する。
ナイスランド（Niceland、作品：シュガー・ラッシュ）
レトロアーケードゲーム「フィックス・イット・フェリックス」の世界。ラルフがフラップバグと戦っており、プレイヤーは「ターボ」しようとするゲームキャラと間違えられて襲われる。
サイ・バグセクター（Cy-Bug Sector、作品：シュガー・ラッシュ）
ファーストパーソン・シューティングゲーム「ヒーローズ・デューティ」の世界。ラルフ捜索を安請け合いしたプレイヤーが彼を追って向かう。しかし同時にプレイヤーが追っていた黒装束がサイ・バグに飲み込まれて変異を起こす。
キャンディ・キングダム（Candy Kingdom、作品：シュガー・ラッシュ）
レースゲーム「シュガー・ラッシュ」の世界。サイ・バグとラルフを追って向かった先で、プレイヤーとラルフはゲームの不具合とされる少女・ヴァネロペと出会う。

## キングダム ハーツ ダーク ロード
『キングダム ハーツ ダーク ロード』（KINGDOM HEARTS DARK ROAD）は、『キングダム ハーツ ユニオン クロス』に同時収録されたゲームアプリ。
2020年6月22日のアップデートにより『キングダム ハーツ ユニオン クロス ダーク ロード』へと再リニューアルする形で配信された。それによりタイトル画面も一新され、どちらをプレイするか選択する方式となった。
舞台はKHシリーズ本編より数十年前。本編の最大の敵だったマスター・ゼアノートの若かりし頃を描き、彼が如何にして「闇の探求者」となったのか、その足跡を辿る。同時に過去や未来のエピソードも挿入され、従来シリーズの謎の解明や今後のシリーズへの伏線を散りばめる構成となっている。
ゲーム自体は独立しており、『Uχ』未プレイでもプレイ可能。ガチャに用いるゲーム内通貨「ジュエル」のみ『Uχ』と共有する。
『Uχ』のサービス終了に伴い、『DR』のサービスも終了が発表される。ストーリーは未完だったが、後に配信されるオフライン版で完結までが描かれることが公表された。
2021年6月17日に『Uχ』がサービス終了と共にオフライン版に移行するが、『DR』はオフライン版配信までプレイ不可になった。当初は同年9月下旬配信とされたが冬期に延期され、その後、大幅なシナリオ追加の為に再延期。最終的には当初の予定から約1年後の2022年8月26日に配信された。

### ストーリー(DR)
デスティニーアイランドに住む少年・ゼアノートはいつも夢を見る。見知らぬ仲間の夢を。そしていつしか、島の外の世界に思いを馳せるようになったが、その彼の前に茶ローブの人物が現れ、何処かへと誘う。ゼアノートは誘われるまま遥かな未来の旅を経るもその記憶を失い、キーブレード使いの都「スカラ・アド・カエルム」に辿り着いた。それから2年後。ゼアノートは親友のエラクゥスを始め、ウルド、ヘルモーズ、ブラギ、ヴェル、バルドルという級友たちと修行に励む日々を送っていた。
ある日、師であるマスター・ウォーデンにより、上級クラスのメンバー7人が行方不明になった事を知らされる。彼らはキーブレードマスター承認試験前に見聞を広めるための旅として、外の世界に旅立っていたのだが、その7人が同時に消息を絶ったと言う。姉が上級クラスにいるバルドルを除く下級クラス6人は、上級クラスメンバーの捜索を命じられ、外の世界に旅立つことを許された。実力者である上級クラスが一斉に消息を絶つという事態の不可解さを訝しみながらも、ゼアノート達は初めて旅立つ外の世界に色めき立つのだった。
世界は古のキーブレード戦争で一度消滅しており、現在は多くの世界が再生の真っ最中であった。その関係でどの世界も住民はほとんどおらず、闇の魔物ハートレスが蔓延る危険地帯となっていた。いくつかの世界で強いハートレスと戦ったゼアノート一行だったが、いくらハートレスが強くても上級クラスが一斉にやられたとは考えにくい。そんな中、「闇」を抱えたハートの女王の姿を目撃した事から、人に潜む「闇」に手掛かりを求めて調査をすることにする。やがて上級クラスの一人であるヴィーザルと遭遇するも、彼は目的があると語り帰還を拒む。そればかりかヴェルを誘い、心に迷いを抱えていた彼女はそれに乗ってついて行ってしまった。ヴェルを探して連れ戻すべきというエラクゥスと、調査を続けるべきというゼアノートの間に軋轢が生じ、パーティは二手に分かれる。調査に赴いた世界で今度はウルドが上級クラスのヴォルヴァに誘われるが、彼女はこれを断る。同時に上級クラスメンバーが世界の秩序を脅かしていると発覚し、エラクゥスのパーティと合流したゼアノート一行はアグラバーの秩序の要である魔法のランプの前で再びヴィーザルと、そしてヴェルと遭遇する。彼らは「真の闇」なる存在によって仲間を失い、その無念を晴らすべく「真の光」なるものを求めていた。
結局、上級クラスとは相容れないまま一行はスカラ・アド・カエルムに帰還し、マスター・ウォーデンは彼らの任を解く。しかしじっとしていられない一行の前に、別任務を与えられていたはずのバルドルが現れる。本当は彼は姉・ヘズを目の前で失い、その心の回復を待っていたという。そして以前行った世界には冥界が存在し、そこなら消滅した上級クラスメンバーに会えると語り、一行をその世界へと連れて行く。ハデスとの交渉の末、死者の魂と化した上級クラスのヘイムダル、ヘルギ、シグルーン、そしてヘズと対話するが、ヴィーザル達の思惑に関する決定的な情報は得られなかった。その後、バルドルとブラギが冥界で行方不明になり、彼らを冥界の住人にしようと目論むハデスとの戦いにもつれ込むも、突如開いた異空の回廊に吸い込まれてしまう。そして回廊の中で、ウルドとヘルモーズは何者かに襲われて命を落としてしまう。
無事に帰還したのはゼアノートとエラクゥスだけだった。バルドルも同行していたと聞いたマスター・ウォーデンは驚愕し、直後、スカラ・アド・カエルムは襲撃を受ける。敵はバルドルであり、彼こそが「真の闇」の器であった。上級クラスメンバーを始末したのもバルドルであり、復讐に駆られたヴィーザル達を騙して利用し、世界を浄化（始まりの闇に覆わせる）するべくキングダムハーツを出現させようとしていた。しかし過ちに気付いたヴィーザル達が断念した事により「闇」が自ら動き出したのだ。バルドルが召喚した強大なハートレス「フリングホルニ」にヴィーザル達は倒され、ヴェルまでもがその手に掛かってしまう。ゼアノートとエラクゥスは、バルドルと融合したフリングホルニを死闘の末に倒す。
バルドルを器とした「闇」とは古の時代に現れた「真の闇（始祖の闇）」の生き残りと思われていたが、そうではなかった。その正体は、バルドルが感じ取ったキーブレード使い達の心の闇が膨れ上がって生まれたものだった。最終的にバルドルはマスター・ウォーデンに拘束され、その隙にゼアノートはバルドルごと「闇」を滅ぼす。こうして事件は収束したが、あまりにも犠牲が多過ぎた。その後、マスター・ヴォーデンはゼアノートとエラクゥスにマスター承認試験を受けさせることと、自身の隠居を決める。数年後にゼアノートとエラクゥスは旅を経てキーブレードマスターとなるが、この事件で多くの心の闇に触れたゼアノートの思想はやがて闇へと傾倒し、二人は対立していくのだった。

### ゲームシステム(DR)
基本システム
『χ』『Uχ』と異なり、フィールド探索の要素は無く基本的にバトルを繰り返すのみで進行する。
「エネミーを一定数倒す」「BP（経験値に相当）を一定数獲得」などの「メインミッション」の条件が提示され、フリーバトルやイベント戦を繰り返してこれらの達成を目指す。メインミッションを達成するとストーリー進行の為の「クエスト」が選択可能になる。
フリーバトルは無限に出現する敵を倒し続けるバトルで、負けてもデメリットは無く、いつでも撤退可能。バトルを終えるとその時点の戦果に応じたBPを獲得できる。選んだバトルの難易度に応じて出現する敵の強さが変わる。
クエストは特定の敵と戦うステージであり、クリアするとイベントシーンに移行し、新たなメインミッションが出現する。これを繰り返してゲームを進める。一度クリアしたクエストは再受注不可。
パーティーメンバーは主人公のゼアノートと、パートナーであるエラクゥスが固定で、3人目はウルド、ヘルモーズ、ブラギ、ヴェルの4人から選択する。キャラによって性能が異なり、ストーリーも大筋は変わらないものの細部の会話が変化する。変更はいつでも可能だが、ストーリーの進行状況によっては3人目が固定されたり、エラクゥスが離脱する事もある。
バトルシステム
コンセプトは「爽快感×反射神経×フリックの超スピードバトル」。シリーズキャラの描かれたカードを用いて戦う。
カードには「光赤/光緑/光青/闇赤/闇緑/闇青」の6色があり、1色につき各5枚、計30枚までをデッキに組み込める。カードが装備されていない枠には威力1の物理・無属性のカードとして扱われる為、カードが不足していてもバトル自体は可能。
バトルはリアルタイム進行で、デッキから5枚がランダムで選ばれて手札となる。その中から3枚を選び、選んだカードの種類や順番に応じて行動を行う。選んだカードは場から無くなり、新たにデッキから3枚が補充される。デッキと手札が空になるとしばらく再装填の時間が入り、その間はカードが選べないが、素早くタップする事で時間の短縮が可能。再装填が終わるとデッキが全て復活する。
行動時の威力や効果は1枚目に選んだカードのものが適用され、2枚目、3枚目は何を選んでも同じ。但し、1枚目と同じ色のカードを選ぶと（効果が固定のカードを除き）1枚目の効果を高める事が可能。2枚同色の場合は1.1倍。3枚同色では2倍まで上がる。あくまで1枚目と同色でなければ意味がなく、2枚目と3枚目だけが同色で1枚目が違っては無意味。
カードによっては2枚目、3枚目に選ぶ事で発動する「サブアビリティ」を持つものもある。
仲間2名と敵は時間経過によって自動的に行動する。その為、如何に素早くカードを選んで行動回数を増やすかも重要となる。
バトルはオート操作が可能。基本的にメインミッションも敵を数百体を倒す事を要求されたり途方もないBPが必要だったりなど、手動でやるには手間と時間が掛かる仕様である為、オートで放置して目的の達成を目指す放置ゲームの性質が強い。

### オフライン版(DR)
- 『Uχ』と異なり、シアターのみではなくゲーム部分もプレイ可能。逆に言えば、ゲームを進めなければストーリーを見る事ができない。
- ミッションは廃止され、規定の敵を倒すクエストを順にクリアしていくというシンプルなシステムとなった。フリーバトルは引き続き可能であり、フリーバトルでBPを稼いでキャラを強化し、クエストを進める進行方法となる。
- カードの購入に必要なショップポイント、ガチャやクエストキー購入などに必要なジュエルは廃止され、アイテムやカードの購入は全てBPを消費するようになった。

### 登場人物(DR)
ゼアノート（Xehanort）
『DR』の主人公であり、数十年後に「闇の探求者」として世界を危機に陥れるキーブレード使い。今作では下級クラスにて修行中であり、上級クラスメンバーの捜索で世界を巡るうちに様々な「闇」に触れていく。
エラクゥス（Eraqus）
ゼアノートの親友で、下級クラスのメンバー。老年時は厳格な人物だったが、本作で描かれる少年時代はソラに似た陽気で楽天的な性格である。しかし光を神聖視し、闇を絶対悪と見做す思想はこの頃からあった。
ウルド（Urd）
ゼアノートと同じ下級クラスの少女。サイドテールに結んだ銀髪を持ち、首元が隠れた服を着ている。しっかり者でクラスメンバーから頼りにされている。
ヘルモーズ（Hermod）
下級クラスのまとめ役的な少年。温厚な性格。
ヴェル（Vor）
下級クラスのムードメーカー的存在。のんびり屋で小柄な体格の少女だが、実は怪力の持ち主。
ブラギ（Bragi）
下級クラスの少年。キザな性格で、ゼアノートを試すように何かと意見を求めてくる。冥界でバルドルと共に消息不明になるが、実はその正体はこの時代におけるルシュであり、黒幕のバルドルすらも軽くあしらって姿を隠していた。エンディングでは密かにスカラ・アド・カエルムに足を運んでいるが、自分の墓があることに戸惑っていた。
マスター・ウォーデン（Master Odin）
ゼアノート達の師であるキーブレードマスターで、長い髭を持つ老人。上級クラスメンバー失踪により、下級クラスメンバーにその捜索を命じる。
バルドル（Baldr）
下級クラスのメンバーで、白髪の少年。別の任務を与えられているらしく、上級クラスメンバーの捜索時には不在だった。後に下級クラスと合流するが、実は任務を与えられていたのではなく、姉・ヘズの消滅という悲劇で負った心の傷を癒やすべく養生していたという。しかしそれも真実ではなく、誰よりも人の心を感じやすい性質が故に光に傾倒するキーブレード使い達の心の奥底にある闇を自身に集約してしまい、それによって生まれ出た強大な「闇」に自我を乗っ取られ、凶行を繰り返していた。
ヘズ（Hoder）
バルドルの姉で、上級クラスのメンバー。他の上級クラスと共に命を落としたとされる。実はマレフィセントドラゴンの攻撃からバルドルを庇って重傷を負い、そのままバルドルに憑いた「闇」にどとめを刺されていた。冥界でゼアノートと会った際に彼の中に宿っており、最終決戦にてバルドルを説得し、和解するかと思われたが実際は両者とも隙を伺っていた。結局「闇」の器と化した弟とは相容れることなく、その心もゼアノートの中から消えていった。
上級クラスメンバー（High-leveled Keyblade Wielders）
突如として失踪を遂げた上級クラスの面々。ヴィーザル（Vidar）、ヴォルヴァ（Vala）、ヴァーリ（Vali）、ヘイムダル（Heimdall）、ヘルギ（Helgi）、シグルーン（Sigrun）。そしてヘズを加えた7人。しかし、実はヘイムダル、ヘルギ、シグルーン、ヘズは既に消滅しており、生き残ったヴィーザル、ヴォルヴァ、ヴァーリが復讐の為に暗躍していた。
この世界では「死」の概念が無く、命を落とした者は肉体も残さず消え去る「消滅」を迎えるように描写されている。しかしハデスに言わせればどちらも同じで、実際に「消滅した者の心」と「死者の魂」は同義と扱われており、消滅した上級メンバーは冥界にて死者として登場する。
仇である「闇」の器がヘズの弟であることから、ヴィーザルらは彼を救うべく一か八か「闇」を消し去る可能性に賭けてキングダムハーツ発現の禁忌を犯そうとしていたが、それこそが「闇」の思惑通りであった。

### 登場ワールド(DR)
本編よりも数十年も過去の出来事であるが、各世界は時間の流れが異なる事と、いずれもキーブレード戦争で一度消滅した後に再生中の世界という事から、後にソラ達が出会う人々とも若き日のゼアノート達が出会うという現象が起きている。人々の再生は最後に行われるらしくそれまでは時間が進行しない上に人気も無く、ハートレスが蔓延る世界となっている。こう言った事情もあり、本作では各世界の出典の主人公と出会う事は基本的に無く、ほとんどがヴィランとの絡みとなる。
スカラ・アド・カエルム（Scala ad Caelum）
キーブレード使いの都で、白い建物が階段のように何重にも重なっている美しい街。いくつもの島で構成されるが、ゼアノート達が暮らす中央の島以外は既に無人であると言う。ゼアノート達はここから旅立ち、調査が一段落する度に帰還して情報の整理を行う。基本的にイベントシーンのみの登場だが、終盤には戦いの舞台となる。
アグラバー（Agrabah、作品：アラジン）
砂漠の王国。住民の再生には至っていないらしく、街には人気が無い。アラジンも登場しない。
ワンダーランド（Wonderland、作品：ふしぎの国のアリス）
不思議なことばかり起こる世界。まだアリスは訪れておらず、横暴な女王への恐怖が絶対的な秩序となっている。
ドワーフ・ウッドランド（Dwarf Woodlands、作品：白雪姫）
森や鉱山、断崖などが広がる世界。小人達や王妃とは出会うが、白雪姫はいない。
ビーストキャッスル（Beast's Castle、作品：美女と野獣）
森の奥深くにある不気味な古城。まだベルは訪れておらず、何者かがバラを奪ったことで城主のビーストが正気を失っている。
オリンポスコロシアム（Olympus Coliseum、作品：ヘラクレス）
天界にある神々のコロシアム。本作では冥界が主な探索舞台で、消滅した上級クラスメンバーの心（KHの世界観における「死者の魂」）に会う事が目的となる。
エンチャンテッド・ドミニオン（Enchanted Dominion、作品：眠れる森の美女）
大きな城と美しい森がある王国。今作では上級クラスメンバーが訪れた事が回想で語られるのみで、ゼアノートが実際に訪れる機会は無い。